# Oonopinus ionicus
Oonopinus ionicus là một loài nhện trong họ Oonopidae.
Loài này thuộc chi Oonopinus. Oonopinus ionicus được miêu tả năm 1979 bởi Brignoli.